# Cameron, Missouri
Cameron är en ort i Clinton County, och i DeKalb County i Missouri. Grundaren Samuel McCorkle döpte orten efter sin hustru, Malinda Cameron.

## Kända personer från Cameron
- Joseph Irwin France, politiker